# Jak zostać Bogiem na Florydzie
Jak zostać Bogiem na Florydzie (ang. On Becoming a God in Central Florida) – amerykański serial telewizyjny (czarna komedia) wyprodukowany przez Smokehouse Pictures, Pali Eyes Pictures oraz TriStar Television, którego twórcami są Robert Funke i Matt Lutsky. Serial był emitowany od 25 sierpnia 2019 roku przez Showtime.
W Polsce serial będzie emitowany przez Canal+ Seriale.

## Fabuła
Akcja serialu dzieje się w latach 90., skupia się na Krystal Stubbs, która pracuje za płacę minimalną w aquaparku. Kobieta postanawia dostać się na szczyt piramidy finansowej Founders American Merchandise, która wcześniej doprowadziła do zrujnowania jej rodziny.

## Obsada

### Główna
- Kirsten Dunst jako Krystal Stubbs[3]
- Théodore Pellerin jako Cody Bonar
- Mel Rodriguez jako Ernie Gomes[4]
- Beth Ditto jako Bets Gomes[4]
- Ted Levine jako Obie Garbeau II[4]

### Role drugoplanowe
- Alexander Skarsgård jako Travis Stubbs
- Usman Ally jako Stan Van Grundegaard[4]
- Cooper Jack Rubin jako Harold Gomes
- Julie Benz jako Carole Wilkes[5]
- Melissa De Sousa jako Mirta Herrera[6]
- Sharon Lawrence jako Louise Garbeau
- Mary Steenburgen jako Ellen Jay Bonar
- Josh Fadem jako Pat Stanley
- Kevin J. O’Connor jako Roger Penland
- Billy Slaughter jako Kissinger Haight

## Odcinki
| #  | Tytuł                      | Reżyseria           | Scenariusz                                    | Premiera Showtime    | Premiera |
| -- | -------------------------- | ------------------- | --------------------------------------------- | -------------------- | -------- |
| 1  | The Stinker Thinker        | Charlie McDowell    | Robert Funke & Matt Lutsky                    | 25 sierpnia 2019     |          |
| 2  | The Gloomy-Zoomies         | Jeremy Podeswa      | Robert Funke                                  | 25 sierpnia 2019     |          |
| 3  | A Positive Spin!           | Rose Troche         | Matt Lutsky                                   | 1 września 2019      |          |
| 4  | Manifest Destinee          | Rodman Flender      | Pamela Davis                                  | 8 września 2019      |          |
| 5  | Many Masters               | Daniel Scheinert    | Mike Goldbach                                 | 15 września 2019     |          |
| 6  | American Merchandise       | Julie Anne Robinson | Carlos Rios                                   | 22 września 2019     |          |
| 7  | Flint Glass                | Matt Spicer         | Esta Spalding                                 | 29 września 2019     |          |
| 8  | Birthday Party             | So Yong Kim         | Robert Funke, Matt Lutsky                     | 6 października 2019  |          |
| 9  | Wham Bam Thank You Fam     | Tricia Brock        | Pamela Davis, Jessica Blaire, Stephanie Riggs | 13 października 2019 |          |
| 10 | Go Getters Gonna Go Getcha | Charlie McDowell    | Robert Funke, Matt Lutsky, Esta Spalding      | 20 października 2019 |          |

## Produkcja
Na początku stycznia 2017 roku  AMC zamówiła pilotowy odcinek serialu, w którym główną rolę otrzymała Kirsten Dunst. Pod koniec czerwca 2018 roku serial przyjęła platforma YouTube Premium i zamówiła 10 odcinków.
We wrześniu 2018 roku poinformowano, że Ted Levine, Mel Rodriguez, Beth Ditto oraz Usman Ally dołączyli do obsady serialu. W kolejnym miesiącu ogłoszono, że Julie Benz otrzymała rolę jako Carole Wilkes. Pod koniec listopada 2018 roku poinformowano, że Melissa De Sousa zagrała w serialu.
W czerwcu 2019 roku stacja Showtime ogłosiła przejęcie serialu od platformy YouTube Premium.
Pod koniec września 2019, pomimo słabej oglądalności, stacja Showtime zamówiła drugi sezon, lecz w październiku 2020 anulowała zamówienie.